# Сан Ђовани Бјанко
Сан Ђовани Бјанко (итал. San Giovanni Bianco) је насеље у Италији у округу Бергамо, региону Ломбардија.
Према процени из 2011. у насељу је живело 2844 становника. Насеље се налази на надморској висини од 389 м.

## Становништво
Према резултатима пописа становништва 2011. у општини је живело 5.071 становника.
| 1931. | 1936. | 1951. | 1961. | 1971. | 1981. | 1991. | 2001. | 2011. |
| ----- | ----- | ----- | ----- | ----- | ----- | ----- | ----- | ----- |
| 4.602 | 4.100 | 5.066 | 4.895 | 4.902 | 4.804 | 4.757 | 4.996 | 5.071 |